# 브라이언 본설

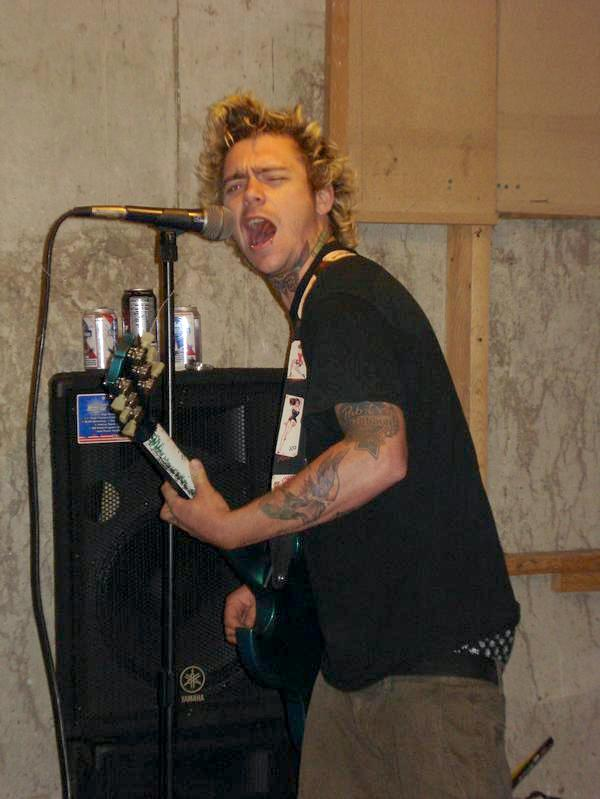

브라이언 본설(Brian Bonsall, 1981년 12월 3일 ~ )은 미국의 음악가, 배우이다.
토런스에서 태어났다.

## 출연 작품
- 백지 수표 (1994년)
- 릴리의 선택 (1994, Lily in Winter)
- 아빠 만들기 (1993년)
- 마이키 (1992년)
- 법정 사건 (1989, Do You Know the Muffin Man?)
- 빛을 향해 가다 (1988년)

### 텔레비전
- 스타 트렉 - 넥스트 제너레이션 TV 시리즈 (1987년)
- 사랑의 가족 (1982년) - 앤드루 키턴 역